# 科爾比 (堪薩斯州)
科爾比（英語：Colby）是一個位於美國堪薩斯州托馬斯縣的城市。同時該地也是托馬斯縣的縣治。

## 地方資料
科爾比的座標為39°23′45″N 101°03′09″W / 39.39583°N 101.05250°W，而該地的海拔高度為962米（即3159英尺）。根據2010年美國人口普查，該地共人口5570人，而該地的面積約為9.27平方千米。